# 梅努斯大学

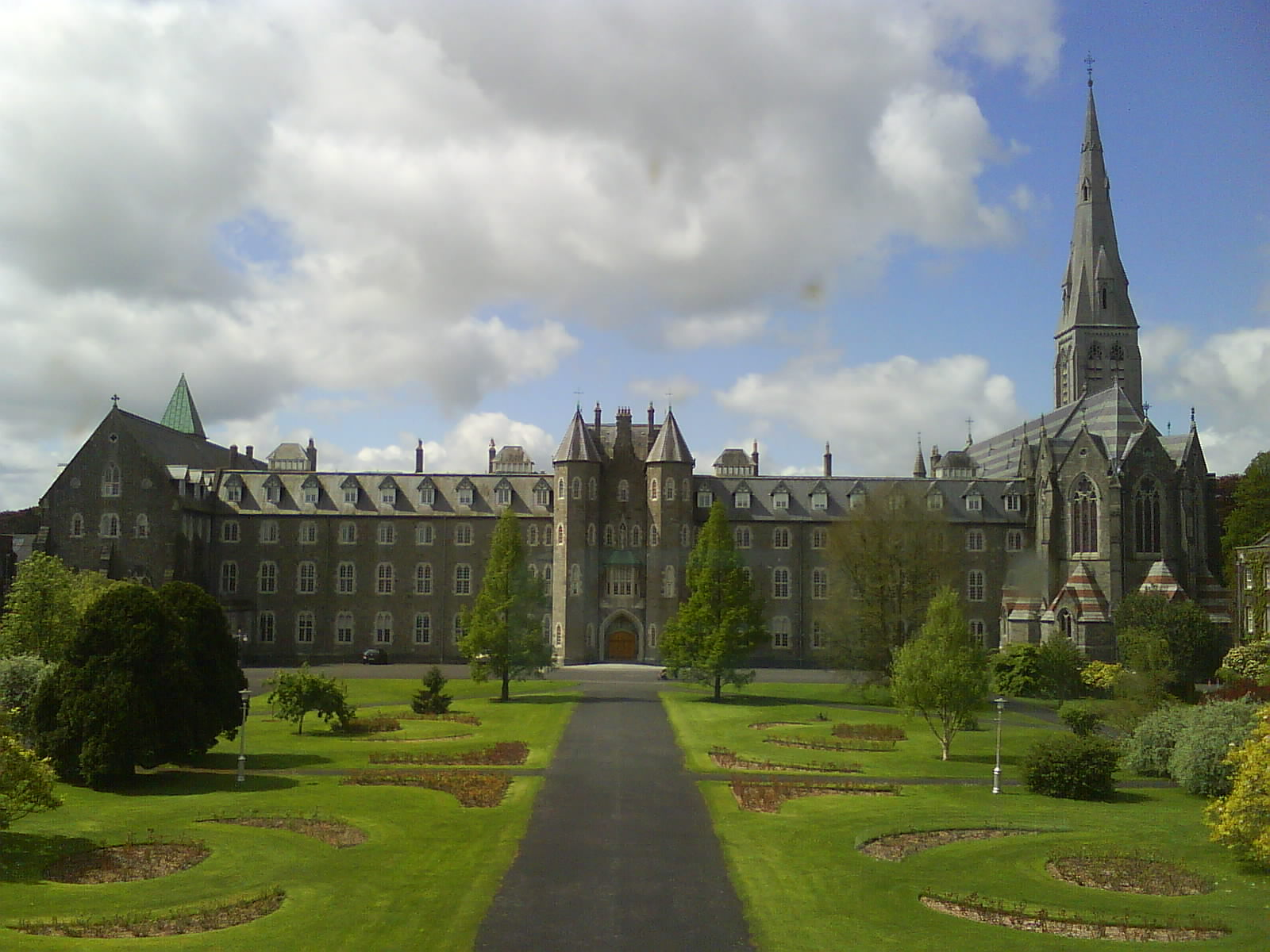
圣约瑟夫广场

爱尔兰国立大学梅努斯（National University of Ireland, Maynooth，NUIM），是爱尔兰国立大学系统四校之一，位于梅努斯。

## 历史
在都柏林科技大学于2019年成立之前，爱尔兰国立大学梅努斯是爱尔兰最年轻的大学。为它是根据1997年的《大学法》从现在独立出来的梅努斯圣帕特里克学院的世俗学院成立的，该学院成立于1795年。梅努斯也是爱尔兰唯一的大学城，所有其他大学都设在城市内。